# 恭碩良

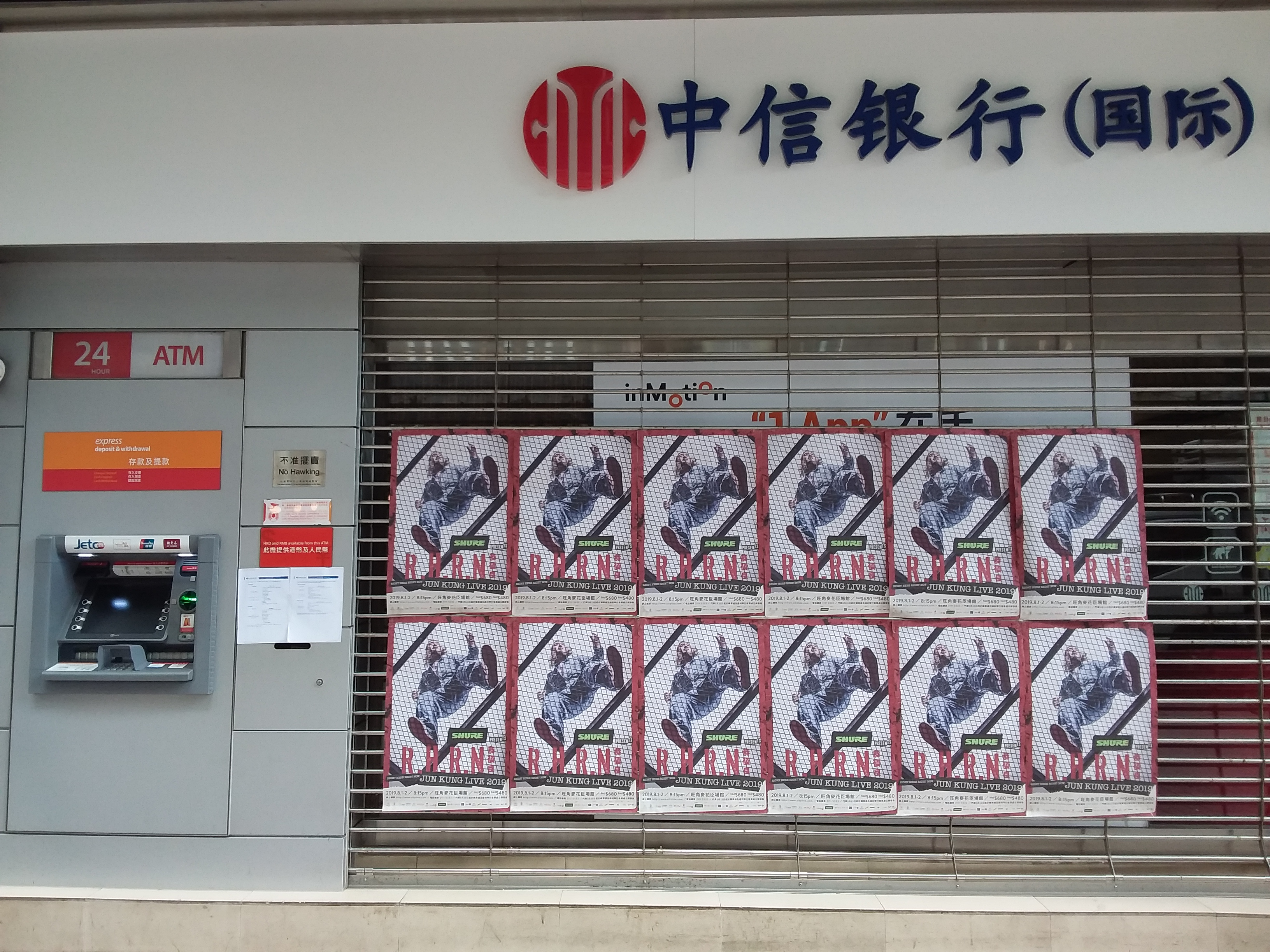
海報

恭碩良（Joventino Couto Remotigue, Jun Kung，1977年8月18日—），又名李尊傑、李祖倫，澳門土生葡人，香港、澳門創作男歌手、鼓手及唱片監製。目前以創作歌手的形象，在澳門、香港及中國大陸發展。

## 簡歷
恭碩良的外祖母為中墨混血兒，母為澳門土生葡人，父為菲律賓人。他生於香港，但年幼時在澳门生活及就讀小學，曾於澳門粵華中學就讀，畢業後赴美國紐約城市大學主修音樂。
1999年回到香港後，推出首張專輯《Here & Now》。1999年6月推出首張《Here & Now》EP，於2000年獲得商業電台《叱吒樂壇流行榜新力軍 – 金獎》。2001年7月推出第二張專輯《No Where Man》、2005年自資限量推出《Ginja Rock EP》。近年多以音樂人身份與電影及唱片製作人合作，曾經是黃貫中樂隊「汗」的其中一位成員，亦為多位香港歌手的演唱會擔任鼓手一職，曾參與香港巨星張學友在2007年於世界各地舉辦105場的「學友光年世界巡迴演唱會」，更加在演唱會中被張學友形容為他心目中最棒最型的鼓手。應香港著名歌手陳奕迅邀請，2010年3月20日至4月6日於香港體育館舉行的「DUO陳奕迅2010演唱會」中擔任鼓手，並隨團開始陳奕迅的「DUO World Tour」。巡迴演出之演唱會包括王菲、林憶蓮及早期莫文蔚、方大同、謝安琪等，恭碩良已經成為香港其中一位最具代表性的鼓手。
2010年9月推出睽違已久的第四張專輯《JUN K》，並於同月舉辦「Jun On The Moon Live 2010演唱會」，同場嘉賓有張學友、林憶蓮、香港本地hip hop組合廿四味以及尹子維 。近年恭碩良回歸大銀幕，《同門》之演出更獲得一致好評。他亦曾參與多個電影配樂，早期包括《順流逆流》、《妖野迴廊》、《四大天王》；近年有《打擂台》、《東風破》等，《東風破》電影內歌曲《Here To Stay》更獲第三十屆香港電影金像獎最佳原創電影歌曲獎。2012年5月6日，恭碩良發行了第五張專輯《Playback is a bitch》。
2017年，香港歌手林憶蓮参加湖南卫视音乐竞技节目《歌手2017》，他在节目中擔任她的乐队鼓手。
2018年6月7至8日，和前藍戰士低音結他手單立文（Pal、豹哥）、前Beyond結他手黃貫中（Paul）、太極樂隊結他手鄧建明（Joey）及夏韶聲（Danny Summer）組成「Hong Kong Band」在香港體育館舉行兩場演唱會。

## 个人生活
2010年，与香港女歌手林憶蓮开始秘密相恋。2012年，两人向外界公开恋情，并公开同居关系。2020年2月6日，恭碩良和林憶蓮分别於社交網站發文，二人早已於2019年分手。

## 音樂

### 個人專輯
- 《Here & Now》1999年6月發行

1. Here & Now
2. 你著幾號鞋
3. 愛空間
4. Here & Now（Version 9.9）

- 《No Where Man》2001年7月發行

1. 喺你嗰度
2. 喺Eugene嗰度 featuring 包以正
3. 一米七四
4. In my dreams
5. Germs olo
6. Sailing
7. 無地自容
8. 好去處（總有些用處）party mix
9. 全日遊街dum da d dum
10. Missing you
11. 六日七夜
12. 老幼咸宜

- 《Ginja Rock EP》2005年發行

1. Rize & Fall
2. Fly
3. Dead Zone

- 《JUN K》2010年9月發行

1. Here I Am
2. Do I…
3. 月球人
4. Perfecto
5. 如果
6. Miracles
7. 十字步
8. Life
9. 如果（Remix feat. MC Jin、莊冬昕）
10. It's Over Now
11. Man On The Moon

- 《Playback Is A Bitch》2012年6月發行

1. Damn
2. DOB
3. Do It All Over Again
4. Help is On The Way（English）
5. Whatcha Gonna Do
6. Durrty Gurl
7. Help is On The Way（Cantonese）
8. Caught In A Web

- 《Past Future Present Tense》2015年3月發行

1. Hit And Run
2. Sun Shines Down
3. Strange Faces
4. Give Me A Reason
5. Here And Now
6. 愛空間
7. Believe (English)
8. 你著幾號鞋
9. 我在機場等船
10. Believe (Canto)
11. Stay Awhile

- 《超級市場伴奏》（LP）2019年8月發行

Side A
1. intro
2. Kam Julienne
3. 射波狗雄傅

Side B
1. 5:59PM
2. 侵蝕

### 派台歌曲成績
| 四台上榜歌曲最高位置      | 四台上榜歌曲最高位置  | 四台上榜歌曲最高位置 | 四台上榜歌曲最高位置 | 四台上榜歌曲最高位置 | 四台上榜歌曲最高位置 | 四台上榜歌曲最高位置                                        | 四台上榜歌曲最高位置 |
| ------------------------- | --------------------- | -------------------- | -------------------- | -------------------- | -------------------- | ----------------------------------------------------------- | -------------------- |
| 唱片                      | 歌曲                  | 903                  | RTHK                 | 997                  | TVB                  | 備註                                                        |                      |
| 1999年                    |                       |                      |                      |                      |                      |                                                             |                      |
| Here & Now                | Here & Now            | 5                    | 10                   | 4                    | -                    |                                                             |                      |
| Here & Now                | 你著幾號鞋            | 2                    | 16                   | 10                   | -                    |                                                             |                      |
| Here & Now                | 愛空間                | 7                    | 18                   | 4                    | -                    |                                                             |                      |
| Pop 巨星聯盟2             | 熱熱地飛              | 1                    | -                    | -                    | -                    | 群星合唱                                                    |                      |
| 2001年                    |                       |                      |                      |                      |                      |                                                             |                      |
|                           | 好去處(總有些用處)    | 2                    | -                    | -                    | -                    |                                                             |                      |
| No Where Man              | 喺你嗰度              | 2                    | -                    | 12                   | -                    |                                                             |                      |
| No Where Man              | 全日遊街 Dum Da D Dum | 1                    | -                    | 5                    | -                    |                                                             |                      |
| 同步過冬                  | 同步過冬              | 6                    | 3                    | 12                   | 2                    | 環球唱片群星合唱                                            |                      |
| 2008年                    |                       |                      |                      |                      |                      |                                                             |                      |
| Jun K                     | 如果                  | 2                    | 4                    | -                    | -                    |                                                             |                      |
| 2009年                    |                       |                      |                      |                      |                      |                                                             |                      |
| Jun K                     | 十字路                | -                    | 11                   | 4                    | -                    | 與胡琳合唱                                                  |                      |
| 2010年                    |                       |                      |                      |                      |                      |                                                             |                      |
| Jun K                     | 月球人                | 4                    | 3                    | 20                   | -                    |                                                             |                      |
| Jun K                     | It's Over Now         | 4                    | 6                    | -                    | -                    |                                                             |                      |
| 2012年                    |                       |                      |                      |                      |                      |                                                             |                      |
| 林憶蓮 MMXI 演唱會        | 下雨天                | 12                   | -                    | -                    | -                    | Live Version版本 與林憶蓮合唱                               |                      |
|                           | Here & Now            | -                    | -                    | 4                    | -                    | Live Version版本                                            |                      |
| Playback Is A Bitch       | Help Is On The Way    | 10                   | -                    | -                    | -                    |                                                             |                      |
| 2013年                    |                       |                      |                      |                      |                      |                                                             |                      |
|                           | 如果你                | -                    | -                    | -                    | -                    |                                                             |                      |
| 2014年                    |                       |                      |                      |                      |                      |                                                             |                      |
| Past Future Present Tense | Believe               | 2                    | 5                    | 3                    | -                    |                                                             |                      |
| 2015年                    |                       |                      |                      |                      |                      |                                                             |                      |
| Past Future Present Tense | 我在機場等船          | 2                    | -                    | 1                    | -                    |                                                             |                      |
| Past Future Present Tense | Stay Awhile           | -                    | -                    | -                    | -                    | 原曲為黃馨的《世界小姐》                                    |                      |
| Roundabout                | Now I Know            | -                    | -                    | -                    | -                    | 與盧凱彤、周柏豪、林奕匡合唱 NETVIGATOR x MOOV 夢想系主題曲 |                      |
| 2016年                    |                       |                      |                      |                      |                      |                                                             |                      |
|                           | 原諒愛                | -                    | -                    | -                    | -                    | Radio Edit版本 DBC華語歌曲流行指數：16                      |                      |
|                           | 修羅界                | -                    | -                    | -                    | -                    |                                                             |                      |
| 2017年                    |                       |                      |                      |                      |                      |                                                             |                      |
|                           | 愛後記                | -                    | -                    | -                    | -                    |                                                             |                      |
| 2019年                    |                       |                      |                      |                      |                      |                                                             |                      |
| 超級市場伴奏              | Kam Julienne          | 11                   | -                    | -                    | -                    |                                                             |                      |
| 超級市場伴奏              | 5:59pm                | 1                    | 2                    | 3                    | -                    | 與岑寧兒合唱 加拿大至HIT 中文歌曲排行榜：5                  |                      |
| 超級市場伴奏              | 射波狗雄傅            | 18                   | -                    | -                    | -                    |                                                             |                      |
| 超級市場伴奏              | 侵蝕                  | -                    | -                    | -                    | -                    |                                                             |                      |

| 各台冠軍歌總數 | 各台冠軍歌總數 | 各台冠軍歌總數 | 各台冠軍歌總數 | 各台冠軍歌總數    |
| -------------- | -------------- | -------------- | -------------- | ----------------- |
| 903            | RTHK           | 997            | TVB            | 備註              |
| 3              | 0              | 1              | 0              | 四台冠軍歌總數: 0 |

（*）代表歌曲仍在榜上

### 幕後製作
1999年
- 張柏芝、高雪嵐 - 男人這東西（編）
- 陳慧琳、陳曉東、張柏芝、鄭中基、恭碩良、蘇永康、森　美、小　儀 - 熱熱地飛（曲、編、監）
- 鄭中基 - 緣份無邊界（曲、編）
- 鄭秀文 - Arigatou（編）
- 蘇永康、黃貫中 - 早唞（編）
- 蘇永康、黃貫中 Feat. MC仁 - 早唞（茶餐廳Mix）（編）

2000年
- 王　菲 - 如果你是假的（編）
- 梅艷芳 - 陰差陽錯（編）
- 許志安 - 直覺（編）
- 陳奕迅 - 送院途中（編）
- 陳奕迅 - 和平飯店（監）

2001年
- 梁漢文 - 超級英雄（編、監）
- 梁漢文 - 快歌（編、監）
- 梁漢文 - 慢歌（編、監）
- 許志安 - 遊花園（編）
- 許志安 - 情話太毒（編）
- 許志安 - 應該怎反應（編、監）
- 郭富城 - 福氣（監）
- 蘇永康 - 今晚祝你做個好夢（編）

2002年
- 朱　茵 - 一分一吋（編）
- 謝霆鋒 - 吸（曲、編、監）

2003年
- 朱　茵 - 原地跳（編）

2004年
- 官恩娜 - 上岸（曲、編）
- 黃　馨 - 世界小姐（曲、編）

2005年
- 官恩娜 - 魔戒三部曲之四（曲、編）
- 官恩娜 - 魔戒三部曲之四（Reprise）（曲、編）
- 林海峰 - 老婆仔女狗仔隊（曲、編、監）
- 鄭伊健 - 忘了我是誰（編）
- 應昌佑 - 芳芳與碧姬（編）

2006年
- 何超儀 - 標準太太（編）
- 軟硬天師 - Long Time No See II（曲、編、監）
- 軟硬天師 - 好兄弟（編）

2008年
- 何超儀 - 搖滾太太（編）
- 官恩娜 - 24小時表演（曲、編、監）
- 官恩娜 - 假如我是一張中國畫（曲、編、監）

2009年
- 胡　琳 - 野地戀人（曲）
- 胡　琳、恭碩良 - 十字路（曲、編、監）
- 梁詠琪 - 一個地方（編）
- 謝霆鋒 - 近視（曲、編）

2011年
- 容祖兒 - 蜉蝣（監）

2012年
- 尹子維 - Over You（曲、編、監）
- 林憶蓮 - 也許（曲）
- 林憶蓮 - 蓋亞（曲）
- 林憶蓮 - 假釋（曲）
- 林憶蓮 - 兩心花（曲）
- 胡　琳 - 尋愛旅程（曲、編）
- 馮允謙 - 今天開始（曲、編、監）
- 馮允謙 - 夜半敲門（曲、編、監）
- 馮允謙 - 想想想（編、監）
- 馮允謙 - 笑笑（曲、編、監）
- 馮允謙 - 那是純粹的（曲、編、監）
- 馮允謙 - 我的九十年代（曲、編、監）
- 馮允謙 - Spin Cycle（編、監）
- 馮允謙 - 想寫一首歌（曲、編、監）
- 馮允謙 - All I Need is Time（曲、編、監）
- 馮允謙、鍾舒漫 - Feel Like Dancing（曲、編、監）
- 蔡卓妍 - 明明（編）
- 蔡卓妍 - 鬆弛熊（編）
- 蔡卓妍 - 但願明天一醒世界末日（編）
- 蔡卓妍 - 種我（編）
- 蔡卓妍 - 火車瓹山窿（編）
- 薛凱琪 - 倒刺（曲）

2013年
- 林憶蓮 - 赤裸的秘密（編、監）
- 陳柏宇 - 晴空（曲、編、監）
- 陳柏宇 - 身邊人（曲、監）
- 陳柏宇 - 夭心夭肺（曲、編、監）
- 陳柏宇 - 毫無餘地（曲、編、監）
- 陳柏宇 - 倒流（編、監）
- 陳柏宇 - I Wanna Fly（曲、編、監）
- 陳柏宇 - 矛盾大對決（曲、編、監）
- 陳柏宇 - 籌碼（監）
- 陳柏宇 - Let It Go（曲、編、監）
- 馮允謙 - 從頭靠近你（編、監）
- 馮允謙 - 值得愛（曲、編、監）
- 馮允謙 - What Do You Want From Me（編、監）
- 馮允謙 - 懂得愛（曲、編、監）
- 馮允謙 - 世界劇團（編、監）
- 馮允謙 - 撕開票尾（編、監）
- 馮允謙 - Worth the Mess（編、監）
- 馮允謙 - 如今我仍然是我嗎（曲、編、監）
- 馮允謙 - Find My Baby（曲、編、監）
- 馮允謙 - 無奈（曲、編、監）
- 鍾舒漫 - 吞聲忍氣（編、監）
- 鍾舒漫 - 衝流（編、監）
- 鍾舒漫 - 海綿（編、監）
- 鍾舒漫 - Stop Me Baby（曲、編、監）
- 鍾舒漫 - You（曲、編、監）
- 蘇永康 - 勁抽（曲、編、監）

2014年
- 林憶蓮 - 破曉（編、監）
- 林憶蓮 - 前塵（編、監）
- 林憶蓮 - 喜樂（編、監）
- 林憶蓮 - 哭（編、監）
- 林憶蓮 - 沉淪（編、監）
- 林憶蓮 - 點唱機（編、監）
- 林憶蓮 - 願（編、監）
- 林憶蓮、恭碩良 - 下雨天（編、監）
- 柳妍熙 - 愛愛愛愛什麼（曲、編、監）

2015年
- 吳雨霏 - 豔羨（監）
- 吳雨霏 - 一分鐘稀客一分鐘色誘（曲、編、監）
- 吳雨霏 - 一千個假想結局（曲、編、監）
- 吳雨霏 - 我敢愛（曲、編、監）
- 許志安 - Hello，你好（曲、編、監）
- 曾詠欣 - 永遠的愛麗斯（監）
- 曾詠欣 - 灰色的小紅帽（曲、編、監）
- 曾詠欣 - 華麗的灰姑娘（編、監）
- 曾詠欣 - 賣火柴的女孩（曲、編、監）
- 盧凱彤、周柏豪、林奕匡、恭碩良 - Now I Know（曲）
- 謝霆鋒、林憶蓮 - 愛的味道（曲、編、監）

2016年
- 林憶蓮 - 李香蘭（監）
- 林憶蓮 - 殘夢（監）
- 林憶蓮 - 鐵塔凌雲（監）
- 林憶蓮 - 陪著你走（編、監）
- 林憶蓮 - 分分鐘需要你（編、監）
- 林憶蓮 - 笛子姑娘（編、監）
- 林憶蓮 - 天各一方（監）
- 林憶蓮 - Within You'll Remain（編、監）
- 林憶蓮 - 童年時（編、監）
- 林憶蓮 - 愛的根源（編、監）

2018年
- 林憶蓮 - 沙文（曲）
- 陳奕迅 - 瘋狂的朋友（曲）

2019年
- 恭碩良、岑寧兒 - 5:59pm（曲、編、監）

2020年
- 林德信 - BEEF（曲、詞、編、監）

2021年
- 林德信 - 愛沒有理由（曲、詞、編、監）

2023年
- 王丹妮 - 拒絕再玩（編）

2024年
- 柳應廷 - 月居人（編）

2025年
- 曾傲棐 - 時間的碎片（編、監）
- 曾傲棐 - 心の進化藥（曲、編、監）

## 電影
| 年 份  | 片 名    | 角 色    | 合 作                                                                | 導演           |
| 2001年 | 順流逆流 | Miguel   | 伍 佰、謝霆鋒、盧巧音、黃秋生、高 捷                                 | 徐克           |
| 2006年 | 四大天王 | 恭碩良   | 吳彥祖、尹子維、陳子聰、連 凱                                        | 吳彥祖         |
| 2009年 | 同門     | 沙紙     | 余文樂、蔡少芬、杜汶澤、官恩娜、江若琳、黃貫中、梁俊一               | 邱禮濤         |
| 2011年 | 報應     | 綁匪乙   | 黃秋生、任賢齊、文詠珊、張可頤、盧巧音                               | 羅永昌         |
| 2011年 | 喜愛夜蒲 | Leslie   | 連詩雅、沈志明、陳柏宇、陳 靜、單立文、楊愛瑾、何佩瑜、鄭 融、黃伊汶 | 錢國偉         |
| 2012年 | 高舉·愛  | 丁哥     | 杜汶澤、江若琳                                                       | 邱禮濤         |
| 2015年 | 衝上雲霄 | TM經理人 | 吳鎮宇、張智霖、古天樂、鄭秀文、佘詩曼                               | 葉偉信、鄒凱光 |
| 2015年 | 殺破狼2  | 洪文彪   | 任達華、古天樂、袁嘉敏                                               | 鄭保瑞         |
| 2015年 | 紀念日   | 張先生   | 方力申、鄧麗欣、鍾浠文                                               | 葉念琛         |